# Anisepidosis nulla
Anisepidosis nulla är en tvåvingeart som beskrevs av Fedotova och Vasily S. Sidorenko 2005. Anisepidosis nulla ingår i släktet Anisepidosis och familjen gallmyggor. Inga underarter finns listade i Catalogue of Life.